# 戴维·米勒 (冰球运动员)
戴维·米勒（英語：David Miller，1924年12月15日—1996年10月8日），加拿大男子冰球运动员，场上位置是前锋。他曾代表加拿大参加1952年冬季奥林匹克运动会冰球比赛，获得一枚金牌。